# George Temple
George Frederick James Temple (* 2. Dezember 1901 in London; † 30. Januar 1992 in Quarr Abbey, Isle of Wight) war ein englischer Mathematiker, Physiker und Mönch.

## Leben und Wirken
George Temple ging in London zur Schule und studierte ab 1918 in Abendkursen am Birkbeck College Physik. 1922 machte er seinen Bachelor-Abschluss und wurde 1924 Assistent (Demonstrator) für Mathematik am Imperial College London bei Sydney Chapman (ursprünglich wollte er zu Alfred North Whitehead, da dieser sich mit Relativitätstheorie beschäftigte, dieser hatte jedoch einen Ruf an die Harvard University angenommen). 1925 war er an der Universität Cambridge bei Arthur Eddington. 1930 wurde er Reader am Imperial College und 1932 Professor für Mathematik am King’s College London.
Während des Zweiten Weltkriegs arbeitete er am Luftfahrtforschungszentrum der Royal Air Force in Farnborough an aerodynamischen Untersuchungen, wofür er den Order of the British Empire (CBE) erhielt. 1945 war er wieder an seiner alten Universität, beriet aber nebenbei das Luftfahrtministerium über zivile Flugkontrolle. 1953 wurde er als Nachfolger von Chapman Sedleian Professor of Natural Philosophy an der Oxford University, wo er bis zu seiner Emeritierung 1968 blieb. 1983 wurde er Benediktinermönch und zog ins Kloster Quarr Abbey auf der Insel Wight.
Temple arbeitete über verschiedene Gebiete der theoretischen Physik, zunächst über Relativitätstheorie und Quantenmechanik, dann über Aerodynamik. In der Analysis untersuchte er unter anderem das Lebesgue-Integral und Distributionen. 1981 veröffentlichte er ein Buch über die Geschichte der Mathematik im 20. Jahrhundert, das ihn nach eigenen Worten 10 Jahre Studium gekostet hatte. Diese viel gelobte, nicht allzu umfangreiche (316 Seiten) Mathematikgeschichte von 1870 bis 1970 ist speziell für Mathematiker geschrieben. Er behandelt nur Gebiete, auf denen er selbst gearbeitet hat, inklusive Anwendungen und mathematischer Logik. Bei seinem Tod hinterließ er ein Manuskript über die Grundlagen der Mathematik.
1943 wurde Temple als Mitglied („Fellow“) in die Royal Society aufgenommen, die ihm 1970 die Sylvester-Medaille verlieh. 1951 bis 1953 war er Präsident der London Mathematical Society sowie 1933–1935 und 1953/54 ihr Vizepräsident. 1958 hielt er einen Plenarvortrag auf dem Internationalen Mathematikerkongress in Edinburgh (Linearization and Delinearization).

## Schriften
- An introduction to quantum theory. 1931.
- The general principles of quantum theory. 1934.
- Rayleigh's Principle and its application to Engineering. London 1933.
- An introduction to fluid mechanics. 1958.
- The structure of the Lebesgue integration theory. Oxford, Clarendon Press 1971.
- 100 years of Mathematics – a personal view. London, Duckworth, Springer-Verlag, 1981, ISBN 0-7156-1130-5.